# دياني سولومون
دياني سولومون (بالإنجليزية: Diane Solomon)‏ هي موسيقية ومغنية وكاتبة غنائية واخصائيه تغذية أمريكية، ولدت في القرن العشرين.

## وصلات خارجية
- دياني سولومون على موقع IMDb (الإنجليزية)
- دياني سولومون على موقع ميوزك برينز (الإنجليزية)
- دياني سولومون على موقع ديسكوغز (الإنجليزية)